# Beinhaus (Mespaul)

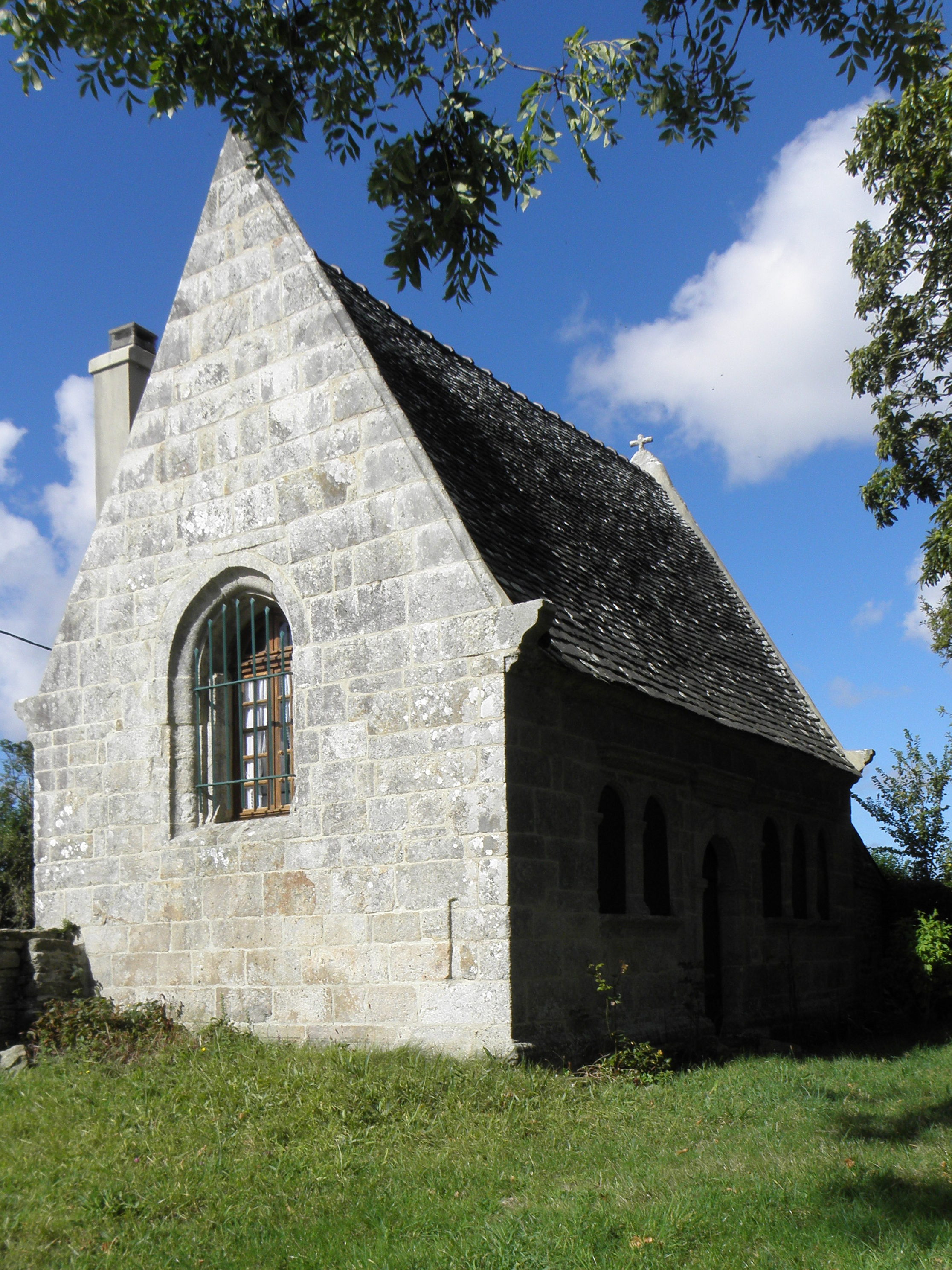
Ehemaliges Beinhaus in Mespaul, heute als Wohnhaus genutzt

Das Beinhaus der ehemaligen Kirche St-Aurélien in Mespaul, einer französischen Gemeinde im Département Finistère in der Region Bretagne, wurde um 1600 errichtet. 
Im Jahr 1997 wurde das ehemalige Beinhaus als Monument historique in die Liste der Baudenkmäler in Frankreich aufgenommen.
Das Gebäude aus heimischem Granit wird von rechteckigen Steinplatten gedeckt. Das Beinhaus ist der einzige Rest der Gebäude, die sich ehemals innerhalb der Einfriedung der Pfarrkirche St-Aurélien befanden. Die baufällige Kirche wurde verkauft und nach 1908 abgerissen.
Das Beinhaus wurde im 20. Jahrhundert zu einem Wohnhaus umgebaut. 